# ツヤオオズアリ
ツヤオオズアリ（Pheidole megacephala）はアリの一種である。
最初に記載されたのは 1793 年で、 産地についてはアフリカ原産が有力となっている。

## 生態
ツヤオオズアリは昼夜を問わず巣外での活動をする。
女王は一ケ月に約 300 卵を産み、卵期は 13～32日、幼虫期は 23～29日、蛹期は 10～20日程度である。

## 形態
兵アリの体長は3.5mm、働きアリの体長は2mmほどで、褐色や暗褐色をしている。兵アリは頭が他のアリに比べて大きいのが特徴。侵略性が強くIUCNの世界の侵略的外来種ワースト100にも選ばれている。

## 分布
日本では奄美以南や小笠原諸島、日本本土にかけて分布し、鹿児島県などでは普通に見られ、東京都にも確認されている。外国ではヨーロッパ南部、アジア地域からオーストラリア、太平洋諸島、南北アメリカの熱帯域などにかけて分布している。